# Istállós-kői-barlang
Az Istállós-kői-barlang a biztos és alapvető régészeti leletegyüttest szolgáltató, Magyarországon található négy barlang egyike. A másik három a Diósgyőrtapolcai-barlang, a Pes-kő-barlang és a Szeleta-barlang. Magyarország fokozottan védett barlangjai közül az egyik. Jelenleg az ország leglátogatottabb ősemberbarlangja.

## Leírás
Az Istállós-kői-barlang a Bükk-vidék második legmagasabb hegyének, a 959 méter magas Istállós-kőnek az oldalában, 546 méter tengerszint feletti magasságban, a Bükki Nemzeti Parkban, egy fokozottan védett területen, erdőben, a Szalajka-völgy felett nyílik. A bejárathoz jelzett, szerpentin jellegű turistaút vezet fel a Szalajka-forrás mellől. A barlang helyét és a nevét feltüntetik a turistatérképek.
A hatalmas, háromszög alakú bejárat egy földtani törésvonal mentén jött létre. Mögötte egyetlen, tágas terem található. Triász mészkőben kialakult, 57 méter hosszú és inaktív forrásbarlang. A vízszintes kiterjedése 46 méter. A lezáratlan barlang szabadon látogatható, a megtekintéséhez még lámpa sem szükséges.
A barlang miatt kapta a nevét a hegy. Az Istállós-kő egy olyan hegy, amelyen egy istálló van és ez az istálló a barlang. 1976-ban volt először Istállós-kői-barlang néven említve a barlang az irodalmában. Előfordul a barlang az irodalmában Istállós-kő Cave (Takácsné, Eszterhás, Juhász, Kraus 1989), Istállóskő Cave (Ringer 1989), Istállóskői-barlang (Dely 1970), Istállóskői barlang (Bogsch 1940), Istállós-kői-Ősember-barlang (Regős, Ringer 2003) és Ősember barlangja (Dely 1970) neveken is.

### Régészeti leírás
A 2,5 méter vastag kitöltésben két kőkori települési szintet különítettek el. Az alsó C-14 kora mintegy 36 000, a felsőé 30 000 év. Az előbbiből a neandervölgyi ember (Homo neanderthalensis), az utóbbiból a cro-magnoni ember (Homo sapiens) leletei kerültek elő.
- Alattuk régészeti szempontból steril löszréteg települt.
- A lösz alatt sötétbarna, mészkőtörmelékes rétegből az aurignac-II. kultúra leletei kerültek elő.
- A mészkőtörmelékes szint alatt több, régészetileg steril réteget tártak fel a kimosás, vízáramlás jeleivel.
- Ezek alatt világosbarna, apró mészkőtörmelékes agyagrétegben az aurignac-I. kultúrára jellemző régészeti leleteket tártak fel, több tűzhelyet, számtalan szerszámot és fegyvert, faszenet és állatok csontmaradványait.
- A legfelső, sárgás, pleisztocén rétegből, vagyis az előző ásatások rétegéből a nagyon fiatal, bükki kultúra néhány szerszáma került elő.

Más ásatások kimutatták, hogy a bükki kultúra települése a mai Szilvásvárad helyén volt, ezért feltételezik, hogy a barlang nem lakhely, hanem áldozóhely lehetett. A későbbi korok leletei közül említést érdemelnek a kora vaskori Kyjatice-kultúra emlékei. A leletek nagy része Szilvásváradon, az Orbán-házban tekinthető meg.
Az aurignaci kultúra
A cro-magnoni ember egyik legjelentősebb, közép-európai kultúrájának, az aurignaci kultúrának az emlékeit Magyarországon csak a Bükk-vidék központi részének a nyugati oldalán, az Istállós-kői-barlangban és a Pes-kő-barlangban találták meg. A talált leletek az aurignaci kultúra két, jól elkülöníthető fejlődési szakaszát bizonyítják. A rossz minőségű kőszerszámok mellől, csontból és mamutagyarból készült amulettek kerültek elő, amelyek a világ legrégebbi ékszerei között szerepelnek, valamint egy háromlyukú csontsíp. A barlangi medve csontjából készített, öt hang megszólaltatására alkalmas síp világviszonylatban is egyedülálló. Az itteni vadászok életmódja hasonlított a Szeleta-barlangból megismert emberekéhez. A legfontosabb fegyverük a csontdárda és az íj volt.

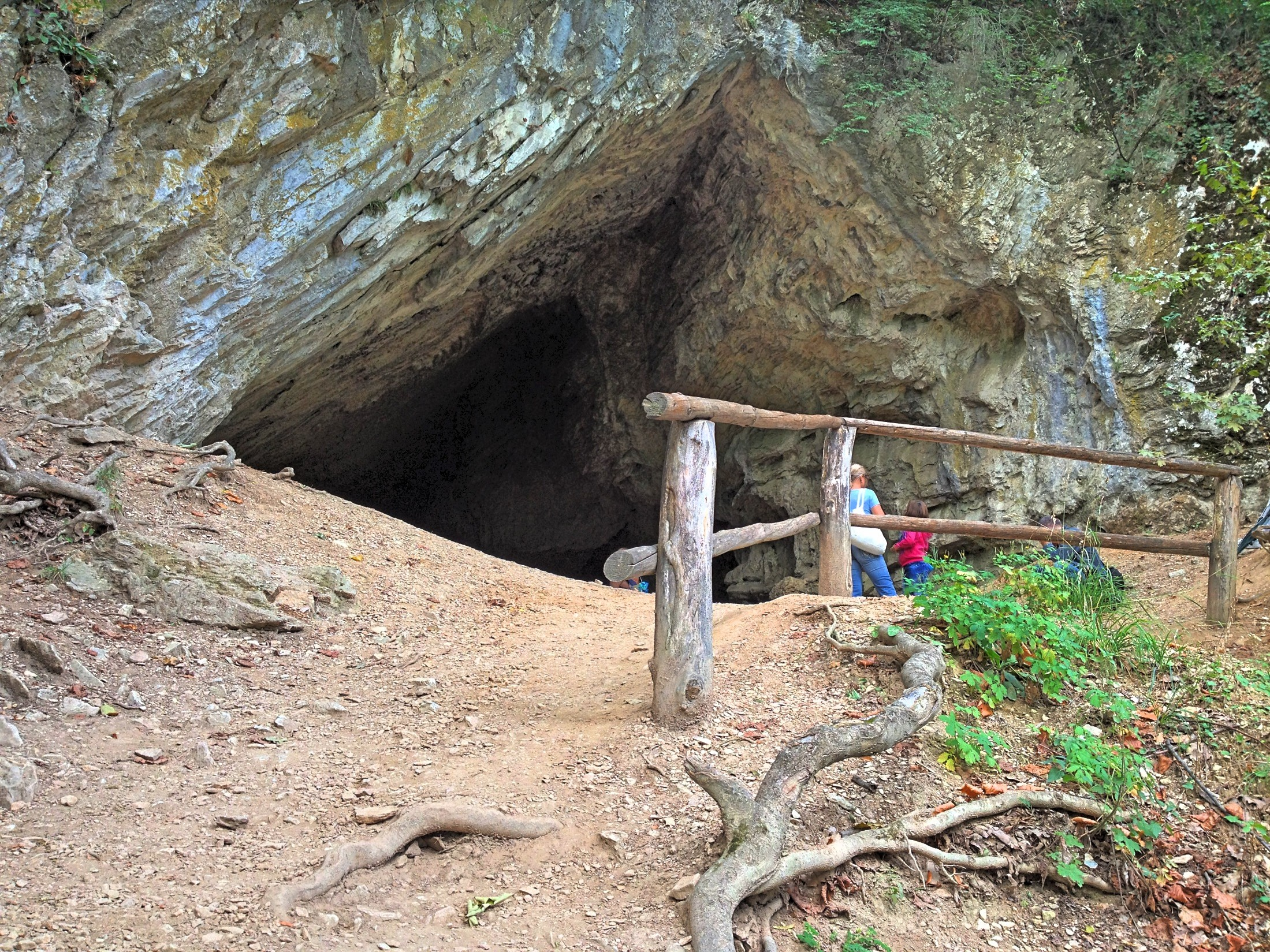
Az Istállós-kői-barlang előtere és bejárata 2013-ban

### Őslénytani leírás
A pleisztocénben élt nagyvadakat a rénszarvas (Rangifer tarandus), a barlangi medve (Ursus spelaeus), az ősbölény (Bison priscus?), a gyapjas mamut (Mammuthus primigenius), a barlangi oroszlán (Panthera spelaea), a farkas, a barlangi hiéna és a kőszáli kecske csontjai képviselték. Az Istállós-kői-barlang jelentőségét növeli, hogy a pleisztocén rétegekből előkerült, 66 fajból álló fauna a leggazdagabb, Európa aurignaci korú feltárásai közül. A mikrofaunájából három új emlősfajt és 20 új madárfajt írtak le.

## Kutatástörténet
Első leírója, Fényes Elek 1851-ben kiadott földrajzi szótárában megállapította, hogy ezer sertés egyszerűen elfért benne. 1912-ben az első próbaásatást Hillebrand Jenő vezette. A kőeszközökön és a kerámiatöredékeken kívül megtalálták egy hároméves gyermek kulcscsontját is. A Turisták Lapja 1921. évi évfolyamában publikálva lett, hogy Hillebrand Jenő beszámolt a szilvási barlang ásatásáról az 1919. évi Barlangkutatásban. 1925-ig ötször tértek vissza Hillebrand Jenőék a helyszínre, ahol további kőeszközöket és csonteszközöket találtak. A munkát 1927-ben Saád Andor és Megay Géza folytatta. Ekkor egy tüzelőgödörben a bükki kultúra cseréptöredékei között tengeri kagylóból készült ékszereket és huszonhét fiatal ember feltört és megpörkölődött csontjait is megtalálták. A több mint kétszáz csont a rituális kannibalizmus egyedülálló bizonyítéka.

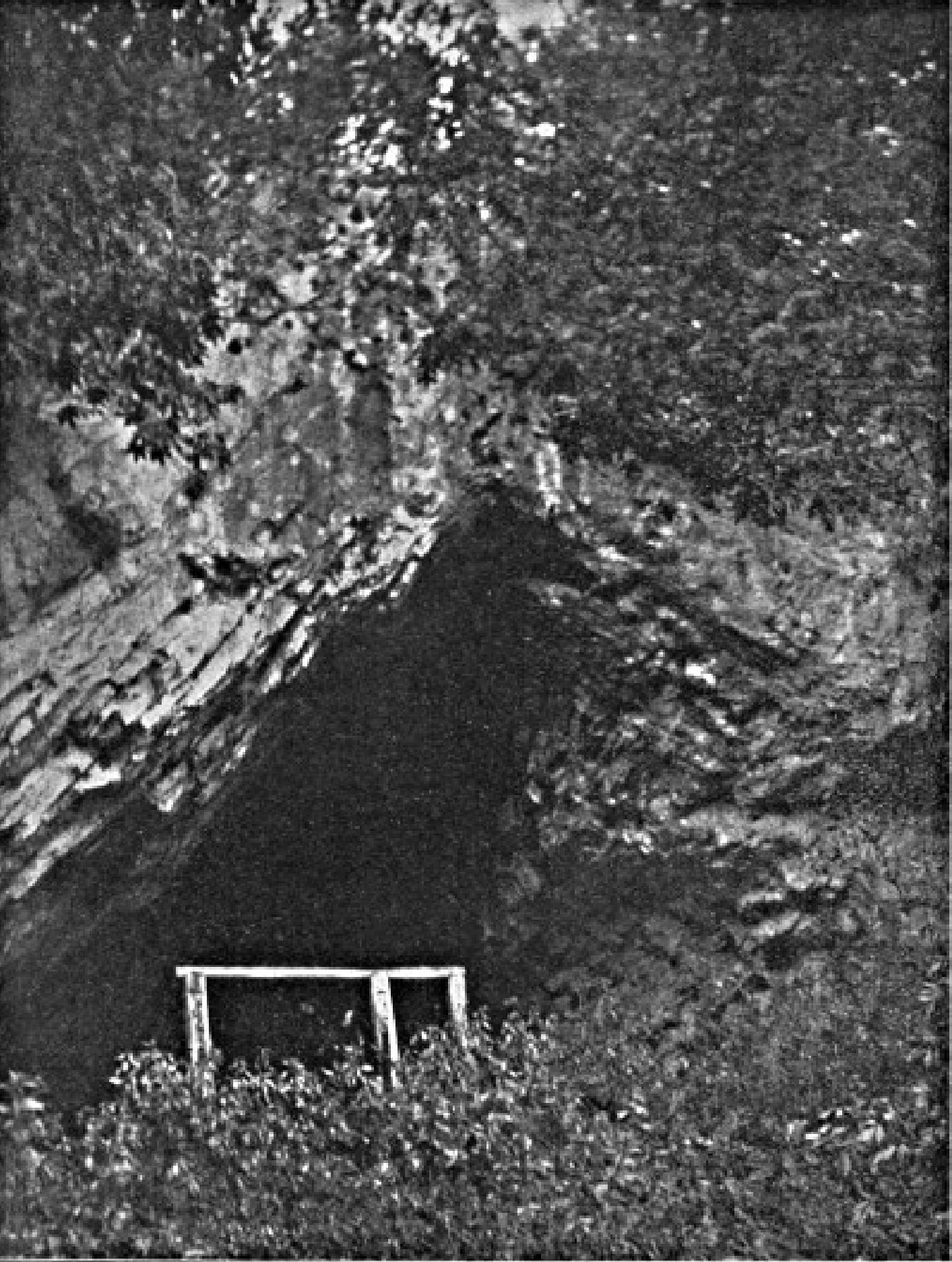
Az Istállós-kői-barlang bejárata (1913-ban megjelent fénykép)

Az 1932-ben kiadott, Az Aggteleki cseppkőbarlang és környéke című könyvben, a Bükk hegység barlangjairól szóló részben szó van arról, hogy Szilvásvárad közelében helyezkedik el az Istállóskői barlang. Az ásatások során megvizsgált tűzhelymaradványok alapján meg lett állapítva, hogy embert is evett az ősember. Az ismertetés 6 publikáció alapján lett írva. Az 1932-ben napvilágot látott, Természetvédelem és a természeti emlékek című könyvben meg vannak ismételve a könyv 1931. évi kiadásának Istállós-kői-barlangot tárgyaló részei. Győrffyné Mottl Mária 1938-ban ásott a barlangban. Az 1939. évi Barlangvilágban megjelent és Kadić Ottokár által írt dolgozat szerint a Bükk hegységben található Szeleta-barlangban, Balla-barlangban, Herman Ottó-barlangban, Kecske-lyukban, Három-kúti-barlangban, Istállós-kői-barlangban, Büdös-pestben és Puskaporosi-kőfülkében végzett rendszeres ásatások annyi őslénytani és ősrégészeti anyagot szolgáltattak, hogy abból megtelne egy múzeumi terem.
Az 1941-ben publikált Magyar turista lexikonban külön szócikke van a barlangnak. A kiadványban az van írva, hogy az Istállóskői barlang az Istállós-kő (959 m, a Bükk hegység legmagasabb pontja) oldalában helyezkedik el. A barlang hátulsó részén felfedeztek két, egymás felett lévő vastag tűzhelyréteget, amelyekből előkerültek az aurignacien ősember kőszerszámai. A fiatalabb kőkor emberének kultúra- és csontmaradványai láttak napvilágot a barlangi agyagot fedő humuszból. Az 1942. március 6-i Országjárásban meg lett említve, hogy a Bükk hegység egyik nevezetes barlangja, amely rengeteg ősállat csontját őrizte meg. 1944-ben védett lett a barlang és egy hektáros felszíni területe. A barlang tervszerű részletes feltárását 1947-től Vértes László vezette. A kitöltés rétegződése és a rétegekben talált korjelölő állatmaradványok alapján megállapították a barlang történetét, meghatározták a három kultúrréteg korát, az akkor élt embercsoport, illetve embercsoportok jellemzőit.
1957-ben jelent meg Vértes László Medveemberek krónikája című könyve. A könyv elsősorban a barlang kutatásáról és az előkerült leletekről szól. 1976-ban vált országos jelentőségű barlanggá az 5300-as (Bükk) barlangkataszteri területen lévő, szilvásváradi Istállós-kői-barlang. Az 1976-ban befejezett Magyarország barlangleltára című kéziratban az olvasható, hogy az Istállóskői-barlang a Bükk hegységben, Szilvásváradon helyezkedik el. A Szalajka-völgyön keresztül a piros jelzést követve lehet eljutni hozzá.
Meredek hegyoldalon, 580 m tszf. magasságban van a háromszög alakú, nagyméretű bejárata. A barlang 46 m hosszú és kb. 8–10 m mély. Egykori hatalmas forrásbarlang eltömődött járata. Idegenforgalmi hasznosítása van. Kitöltése fokozott védelemre szorul. A kézirat barlangra vonatkozó része 1 irodalmi mű alapján lett írva. Az 1976-ban kiadott, Bertalan Károly és Schőnviszky László által összeállított Magyar barlangtani bibliográfia barlangnévmutatójában meg van említve a Bükk hegységben lévő barlang Istállós-kői-barlang néven. A barlangnévmutatóban fel van sorolva 50 irodalmi mű, amelyek foglalkoznak a barlanggal. Az 1976-ban összeállított országos jelentőségű barlangok listájában lévő barlangnevek pontosítása után, 1977. május 30-án összeállított országos jelentőségű barlangok listáján rajta van a Bükk hegységben, Szilvásváradon található barlang Istállós-kői-barlang néven.

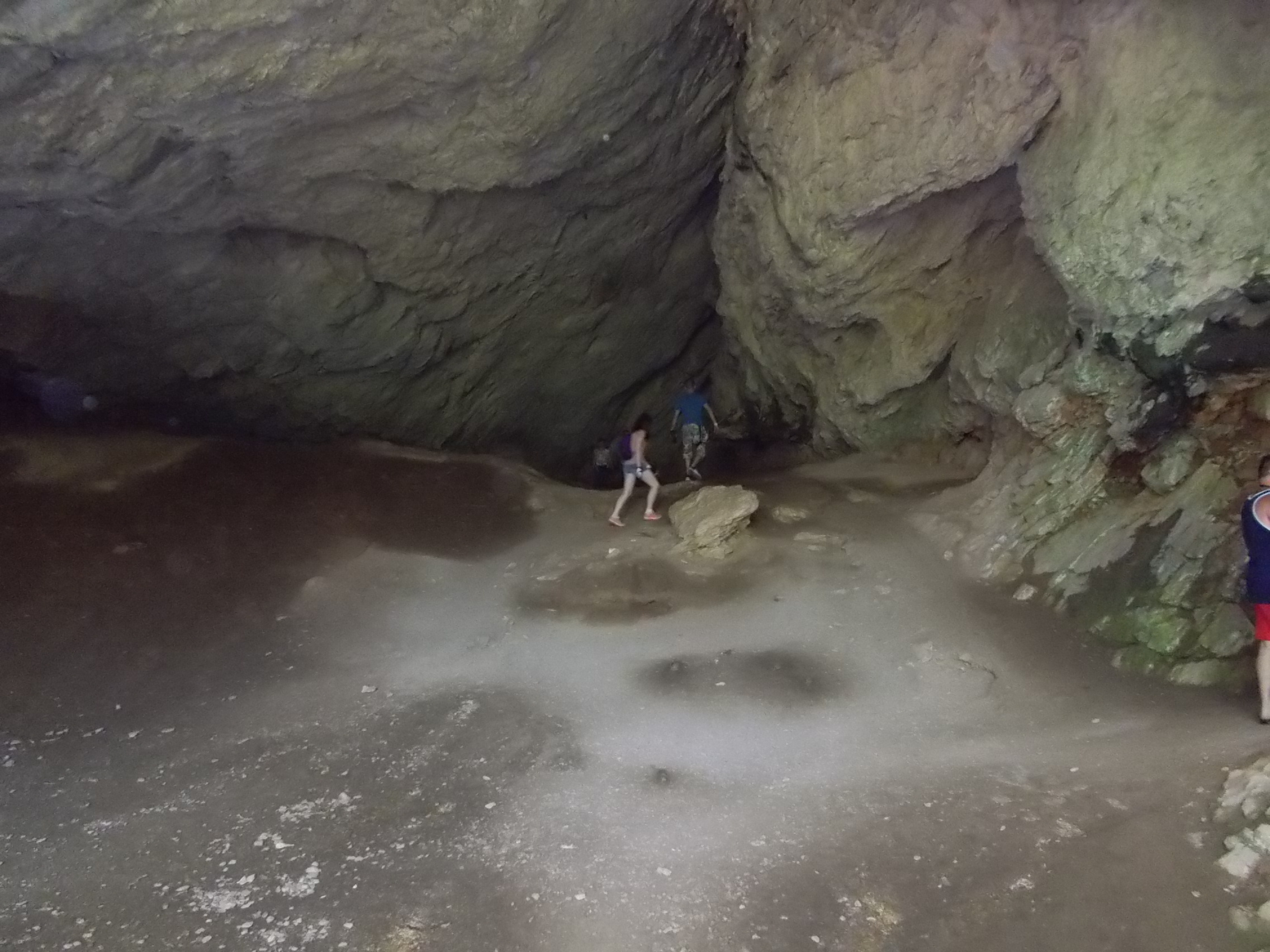
Az Istállós-kői-barlang belseje 2016-ban

Az 1977. évi Karszt és Barlangban lévő, Jánossy Dénes által írt áttekintésben szó van arról, hogy a már régen ismert, kiaknázott Suba-lyuk és Istállós-kői-barlang kitöltésanyagainak új vizsgálata bizonyította, hogy nagy távlatok vannak a modern ásatási módszerek alkalmazásában. A régi ásatásokkor gyűjtött fajok többszöröse lett meghatározva mindkét helyen. Az istállóskői biozóna típuslelőhelye az utóbbi. A publikációban van egy Magyarország térkép, amelyen azoknak a Magyarországon lévő barlangoknak a földrajzi elhelyezkedése figyelhető meg, amelyek őslénytani leleteik miatt ismertek. A térképen látható az Északi-középhegység lelőhelyei közé sorolt Istállóskői-barlang földrajzi elhelyezkedése. A folyóirat 1977. évi különszámába bekerült az áttekintés angol nyelvű változata. Ebben a tanulmányban is közölve lett a térkép, amelyen Istállóskő Cave a barlang neve.
Az 1977. évi Karszt és Barlangban lévő, Gábori Miklós által írt összefoglalásban közölve lett, hogy az Istállóskői-barlangban történt új ásatás volt a Bükk hegységben folyó régészeti kutatások legjelentősebb eredménye. A magyarországi aurignacient új (és azóta már megint változott) megvilágításba helyezte. A barlangban korábban Hillebrand Jenő végzett ásatásokat. Az 1950-es években Vértes László és munkatársai főleg a rétegsorát pontosították. Legalsó, steril réteg: Würm 1.; a felette lévő aurignacien talajréteg: Würm 1/2. interstadiális; a legfelső, magdalenien réteg: Würm 3. A rendszeres ásatásokkal egy addig ismeretlen aurignacien kultúrréteget találtak, amelynek nagyon gazdag volt a csontipara. A Würm 1/2. interstadiális kultúráinak, csoportjainak pontosítására ez az új leletanyag adott lehetőséget.

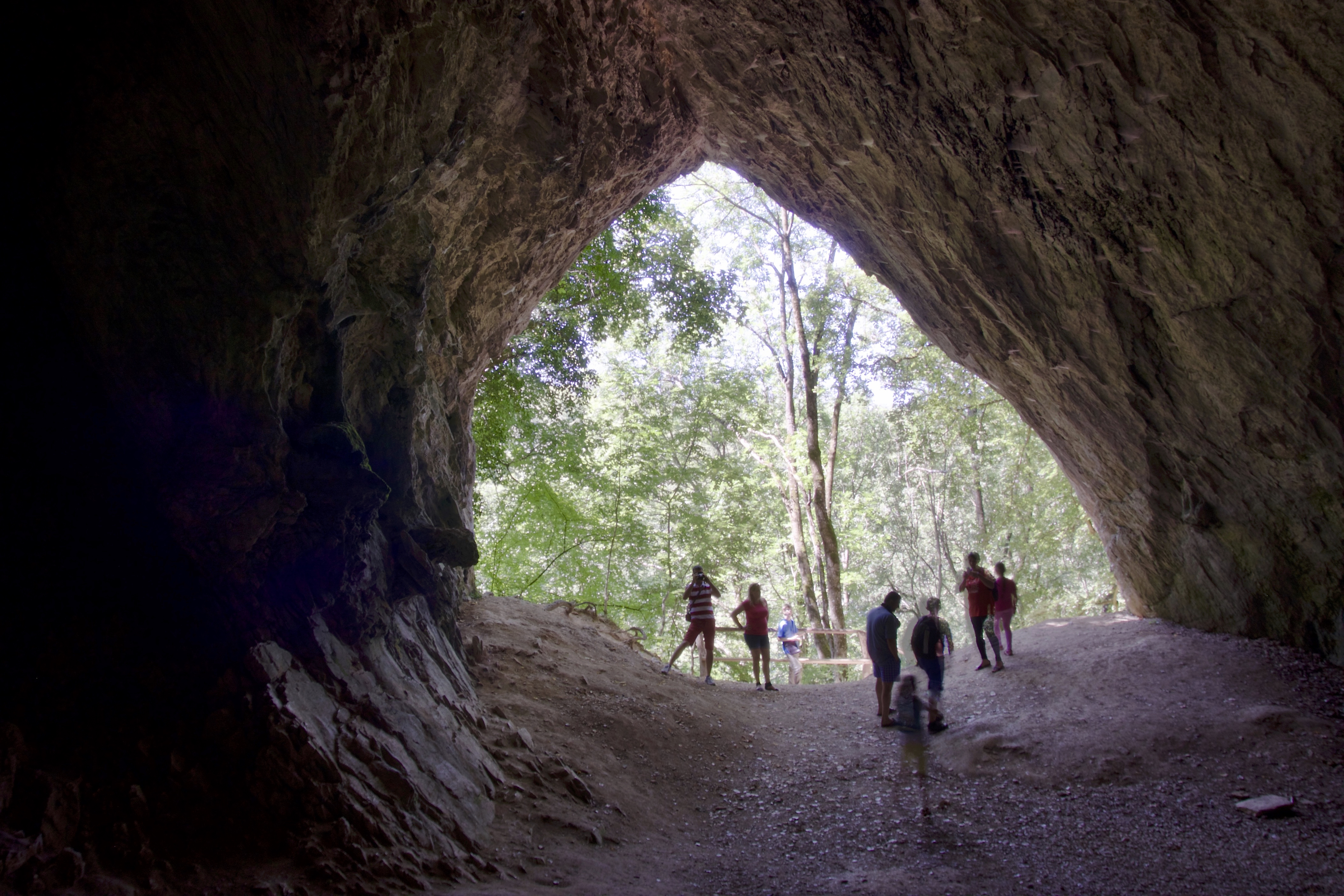
Az Istállós-kői-barlang belseje 2016-ban

Az új kultúrréteg ipara főleg csonteszközökből áll: egészen kis méretű nyílhegyek, hasított alapú hegyek (point à base fendue), különféle típusú csontlándzsahegyek, csontpálcák (?), amulettek és csontfurulya stb. Csontból készült az eszközkészlet 40%-a. A kőeszközök egy sensu lato aurignacienhez tartoznak. A kultúra közép-európai aurignacien I. Ezt felváltja a felette lévő rétegben a közép-európai aurignacien II., vagy Olschewien. A kő- és csonteszközök aránya ebben fordított, és a kb. 20 eszköztípus között a nagy méretű Olschewa hegyek, dárdacsúcsok feltűnőek. A felső kultúrrétegben (?) egyetlen, fejlett szeletien levélhegy is volt, ami más megfigyelésekkel együtt bizonyítja a bükki szeletien és az aurignacien egyidejűségét.
A Bükk hegységben tehát, annak Ny-i és K-i részén két, egymástól teljesen eltérő etnikum, kultúra élt egymás mellett. Érdekes az itt feltárt, kövekkel körülrakott tűzhely (talán kunyhó alap?) és a barlangi medve koponyatemetkezések. Gábori Miklóséknak a svájci és osztrák tapasztalatok alapján fenntartásaik vannak utóbbiakkal és a hozzájuk fűződő medvekultusszal kapcsolatban. A barlang ásatásai után következett a közelében elhelyezkedő Pes-kő-barlang ásatása. A tanulmányban van egy Magyarország térkép, amelyen a Magyarországon lévő, régészetileg kutatott barlangok földrajzi elhelyezkedése figyelhető meg. A térképen látható a Bükk hegység lelőhelyei közé sorolt Istállóskői-barlang földrajzi elhelyezkedése. A folyóirat 1977. évi különszámába bekerült az összefoglalás angol nyelvű változata. Ebben a tanulmányban is közölve lett a térkép, amelyen Istállóskő Cave a barlang neve.

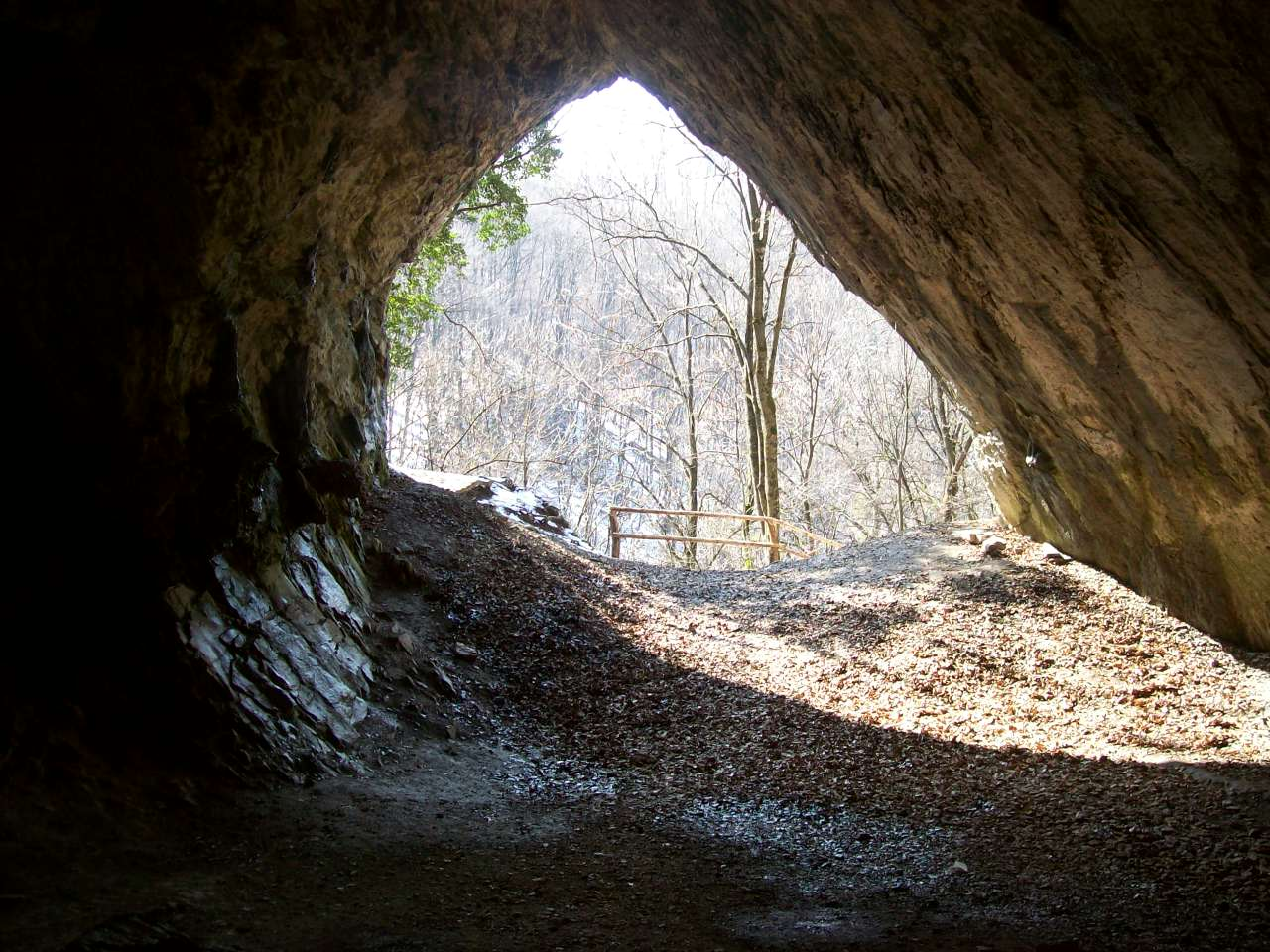
Az Istállós-kői-barlang eleje 2009-ben

Az 1979-ben megjelent, Barlangok a Bükkben című könyvben szó van arról, hogy az Istállós-kői barlanghoz K, KZ, K+, P jelzésű turistaúton lehet eljutni. 535 m tszf. magasságban van a barlang hatalmas, háromszög alakú bejárata. 1912-ben került sor első ásatására. A barlangban két, egymástól teljesen elkülöníthető kultúrszint helyezkedik el, eltérő kő- és csonteszközökkel. Kb. 30 000 évvel ezelőtt élt ősember készítette ezeket. A felső kultúrrétegben volt egy tűzhelymaradvány, amely jelenleg a Magyar Nemzeti Múzeumban van kiállítva. A könyvhöz mellékelt, a Bükk hegység barlangokban leggazdagabb területét bemutató térképen látható a 21-es számmal jelölt barlang földrajzi elhelyezkedése.
Az 1980. évi Karszt és Barlang 1. félévi számában publikálva lett, hogy a kiemelt jelentőségű Istállós-kői-barlang az 5300-as barlangkataszteri területen (Bükk hegység) helyezkedik el. A barlangnak 5341/1. a barlangkataszteri száma. Az MKBT Dokumentációs Bizottsága a helyszínen el fogja helyezni, a többi kiemelt jelentőségű barlanghoz hasonlóan, a barlang fémlapba ütött barlangkataszteri számát. A barlangkataszteri szám beütéséhez alapul szolgáló fémlap ugyanolyan lesz mint a többi kiemelt jelentőségű barlang fémlapja. 1982. július 1-től az Országos Környezet- és Természetvédelmi Hivatal elnökének 1/1982. (III. 15.) OKTH számú rendelkezése (1. §. és 3. §., illetve 5. sz. melléklet) értelmében a Bükk hegységben lévő Istállós-kői-barlang fokozottan védett barlang. Az 1982. szeptember–októberi MKBT Műsorfüzetben meg van említve, hogy a Bükk hegységben található Istállós-kői-barlang fokozottan védett barlang. A felsorolásban a barlangnevek az MKBT által jóváhagyott és használt helyesírás szerint, javított formában lettek közölve.

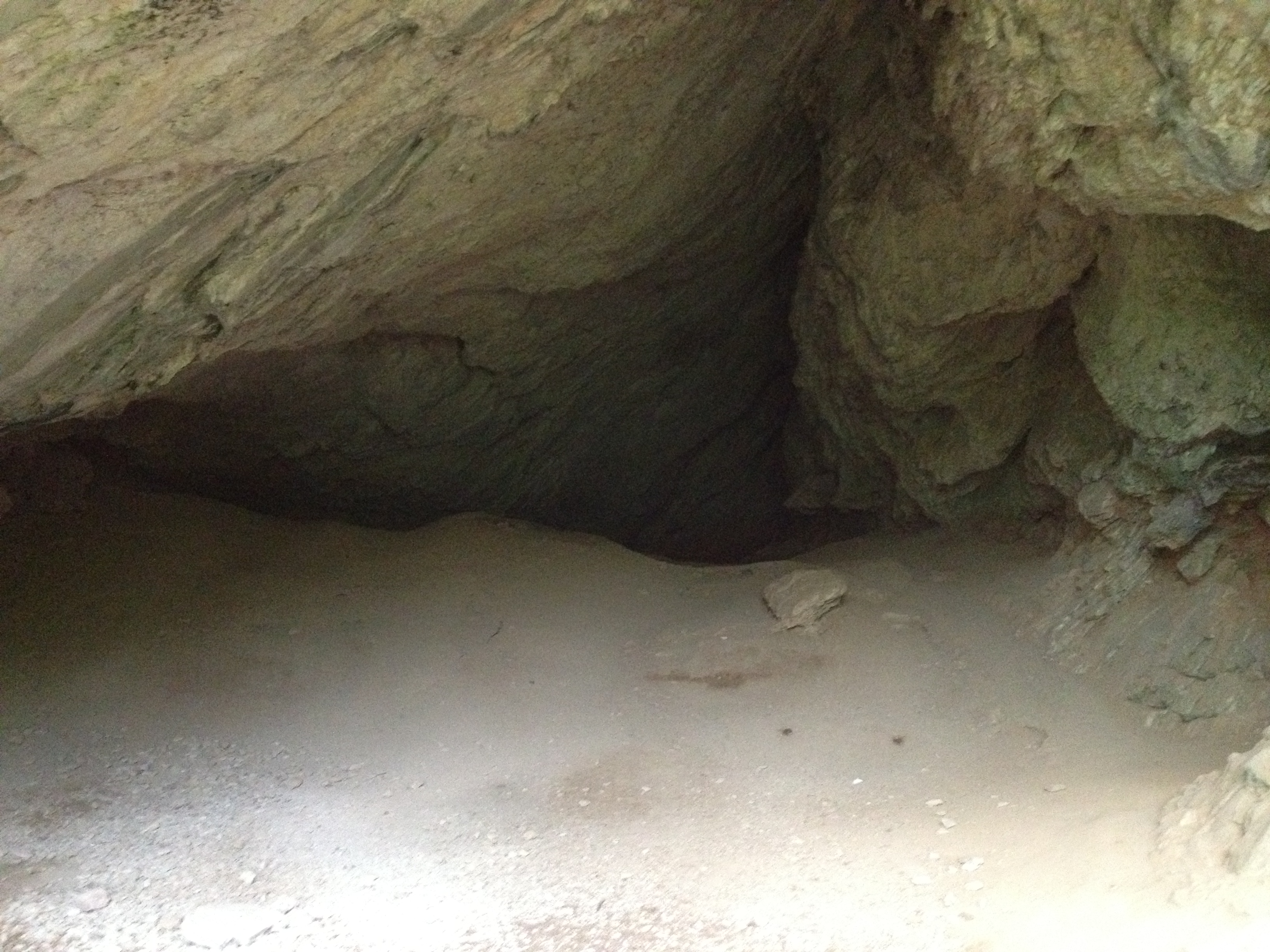
Az Istállós-kői-barlang belseje

Az 1984-ben kiadott, Magyarország barlangjai című kiadványnak a magyarországi őslénytani és régészeti ásatásokat áttekintő részében szó van arról, hogy Hillebrand Jenő és Kormos Tivadar 1909-től bekapcsolódtak a magyarországi barlangok ásatásába, és néhány év alatt Magyarország majdnem mindegyik nagy barlangi lelőhelyén, pl. az Istállós-kői-barlangban is ásatást végeztek. Mind őslénytanilag, mind régészetileg különleges jelentőségű volt Vértes László munkája, aki a második világháború után végzett ásatást az Istállós-kői-barlangban. Középső würm aurignaci kultúrákat tartalmazó két kultúrréteget tárt fel a barlangban. Ezekre a kultúrákra gyakran nagyméretű csont dárdahegyek jellemzők a kőeszközökön kívül. A barlang ásatása, a hatalmas tűzhely kiállítása, valamint az ősrégészeti munka nehézségei és szépségei vannak leírva Vértes Lászlónak a Medveemberek krónikája című népszerű könyvében.
A Magyarország barlangjai című kiadványban van egy Magyarország térkép, amelyen a Magyarországon lévő, régészetileg kutatott jelentősebb barlangok földrajzi elhelyezkedése figyelhető meg. A térképen látható az Istállós-kői-barlang földrajzi elhelyezkedése. A kiadványban van egy Magyarország térkép, amelyen azoknak a Magyarországon lévő barlangoknak a földrajzi elhelyezkedése figyelhető meg, amelyek őslénytani leleteik miatt legismertebbek. A térképen látható az Istállós-kői-barlang földrajzi elhelyezkedése. A könyv országos barlanglistájában szerepel a Bükk hegységben lévő barlang Istállós-kői-barlang néven Ősember-barlangja névváltozattal. A listához kapcsolódóan látható az Aggteleki-karszt és a Bükk hegység barlangjainak földrajzi elhelyezkedését bemutató 1:500 000-es méretarányú térképen a barlang földrajzi elhelyezkedése.

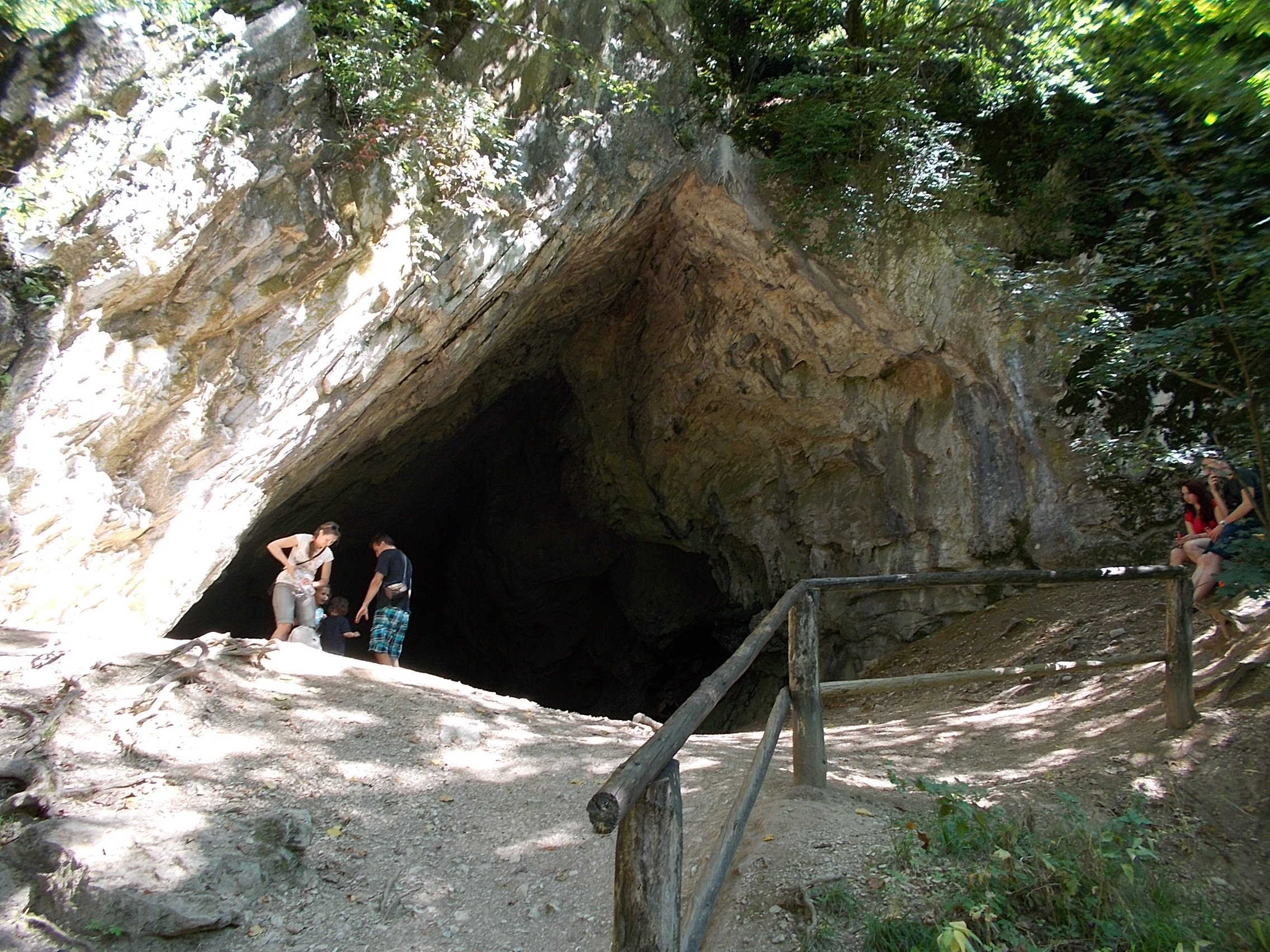
Az Istállós-kői-barlang bejárata 2016-ban

1986-ban Juhász Márton szerkesztette meg a barlang alaprajz térképét és 2 keresztmetszet térképét. Az 1989. évi Karszt és Barlangban lévő, Magyarország barlangjai című összeállításban szó van arról, hogy az 1900-as évek elején kezdődött el a Bükk hegység barlangjainak kutatása a fosszilis nagy forrásszájak régészeti ásatásával. Ezeknek a tág bejáratú, általában egyetlen hatalmas bejárati csarnokból álló üregeknek majdnem mindegyike szolgáltatott több-kevesebb őskőkorszaki leletanyagot. Közülük az egyik legismertebb a Nagy-fennsík Ny-i peremén nyíló Istállós-kői-barlang. A barlangból az aurignaci kultúra emlékei kerültek elő. A publikációban lévő 3. ábrán (Bükk hegység térkép) be van mutatva a barlang földrajzi elhelyezkedése. A folyóirat 1989. évi különszámában napvilágot látott ennek az utóbbi tanulmánynak az angol nyelvű változata (The caves of Hungary). Ebben a tanulmányban Istállós-kő Cave a barlang neve.
Az 1989. évi Karszt és Barlangban lévő, Ringer Árpád által írt tanulmány szerint a levéleszközös leletkomplex mellett, néha azzal megegyező rétegekből (leginkább a bükki Istállós-kői-barlangból) került elő egy, a francia és európai aurignacien alapján klasszifikált leletanyag. A Bükk hegységben található Istállós-kői-barlang, a Lambrecht Kálmán-barlang, a Petényi-barlang és a Pes-kő-barlang 1938 és 1959 között történt ásatása főleg Jánossy Déneshez és Vértes Lászlóhoz fűződik. 1959-ben sikerült szénizotópos kormeghatározással adatot kapni az Istállós-kői-barlang aurignacien II. kultúrájára (30 900+600 év B.P.). A publikációban van egy térkép, amelyen a régészeti leletek miatt ismert jelentősebb magyarországi barlangok földrajzi elhelyezkedése figyelhető meg. A térképen látható az Istállós-kői-barlang földrajzi elhelyezkedése. A folyóirat 1989. évi különszámában napvilágot látott ennek a tanulmánynak az angol nyelvű változata. Ebben a tanulmányban is közölve lett a térkép, amelyen Istállóskő Cave a barlang neve.
2000-től Ringer Árpád folytatta a barlang feltárását. 2001. május 17-től a környezetvédelmi miniszter 13/2001. (V. 9.) KöM rendeletének értelmében a Bükk hegység területén lévő Istállós-kői-barlang fokozottan védett barlang. Egyidejűleg a fokozottan védett barlangok körének megállapításáról szóló 1/1982. (III. 15.) OKTH rendelkezés hatályát veszti. A 2003-ban kiadott Magyarország fokozottan védett barlangjai című könyvben részletesen le van írva.

Az Istállós-kői-barlang bejárata 2016-ban

A 2005-ben megjelent Magyar hegyisport és turista enciklopédia című kiadványban önálló szócikke van a barlangnak. A szócikk szerint az Istállós-kői-barlang a Bükk hegységben található és régészeti jelentőségű, 1944-ben védetté, 1982-ben fokozottan védetté nyilvánított természeti érték. A Szalajka-völgy felett, 546 m tszf. magasságban van a bejárata. Az 57 m hosszú inaktív forrásbarlang triász mészkőben keletkezett. Elsőként Fényes Elek említette 1851-ben. Hatalmas bejárata egyetlen óriási csarnokba vezet, mely menedéket nyújtott az őskor emberének. Az aurignaci kultúra két, jól elkülöníthető fejlődési szakaszát bizonyítják az ásatással előkerült leletek. Jelenleg a Nemzeti Múzeumban van az ősember itt talált kövekkel körülrakott, eszközökkel és csontokkal teleszórt tűzhelye. Jelzett ösvény vezet bejáratához. Nem kell lámpa megtekintéséhez. Vértes László szócikkében meg van említve, hogy Vértes László a barlang kutatását 1947-ben kezdte el. Az ásatáson egészben kiemelt egy ősemberi tűzhelyet, amelyet a Magyar Nemzeti Múzeumba szállíttatott.
2005. szeptember 1-től a környezetvédelmi és vízügyi miniszter 23/2005. (VIII. 31.) KvVM rendelete szerint a Bükk hegységben lévő Istállós-kői-barlang fokozottan védett barlang. 2013. augusztus 12-től a belügyminiszter 43/2013. (VIII. 9.) BM rendelete szerint a Heves megyei, szilvásváradi, 5341-1 barlangkataszteri számú és 14714 lelőhely-azonosítójú Istállós-kői-barlang régészeti szempontból jelentős barlangnak minősül. A 2012–2014. évi Karszt és Barlangban közölve lett, hogy a turistáknak kiépített Istállós-kői-barlangot 2012-ben 85 fő, 2013-ban 71 fő, 2014-ben 25 fő látogatta meg overállos barlangtúrán. 2015. november 3-tól a földművelésügyi miniszter 66/2015. (X. 26.) FM rendelete szerint az Istállós-kői-barlang (Bükk hegység) fokozottan védett barlang.
Legutóbb, 2020 őszén a Vértes László által hátrahagyott rétegsor modernebb eszközökkel történő vizsgálata valósult meg, dr. Lengyel György régész, a Miskolci Egyetem docense irányításával. A 40 ezer évre visszatekintő rétegsorból a főként barlangi medvéktől és kisemlősöktől származó csontmaradványok között ekkor egyetlen pattintott kőeszköz került elő, valamint az őskori aurignaci kultúrához tartozó emberek által rakott tűzhelyek maradványai.

## További irodalom
- Fényes Elek: Magyarország geographiai szótára. Pest, 1851. 4. köt. Szilvás településnél van leírva. (Reprint: Budapest, 1984. ISBN 9630227002)
- Gábori Miklós: A késői paleolitikum Magyarországon. (Régészeti tanulmányok 3.) Akadémiai Kiadó, Budapest, 1964.
- Gyenis Gyula – Hevesi Attila – Kordos László – Mester Zsolt – Ringer Árpád – T. Dobosi Viola: Emberelődök nyomában. Az őskőkor emlékei Északkelet-Magyarországon. Miskolc, 2001.
- Horusitzky Zoltán: Eine Knochenflöte aus der Höhle von Istállóskő. Acta Archaeologica Academiae Scientiarum Hungaricae, 1954. (5. köt.) 3–4. sz. 133–140. old.
- Kalicz Nándor: Agyag istenek. A neolitikum és a rézkor emlékei Magyarországon. Corvina Könyvkiadó, Budapest, 1970.
- Kalicz Nándor: Agyag istenek. A neolitikum és a rézkor emlékei Magyarországon. Corvina Könyvkiadó, Budapest, 1974. ISBN 963-13-2491-5
- Kalicz Nándor: Agyag istenek. A neolitikum és a rézkor emlékei Magyarországon. Corvina Könyvkiadó, Budapest, 1980. ISBN 963-130-7530
- Korek József: Das neolithische Fundmaterial der Höhle von Istállóskő. Acta Archaeologica Academiae Scientiarum Hungaricae, 1954. (5. köt.) 3–4. sz. 141–144. old.
- László Gyula: Vértesszőlőstől Pusztaszerig. Gondolat Könyvkiadó, Budapest, 1974. ISBN 963-280-087-7
- Pesty Frigyes: Magyarország helynevei. 1864. Kézirat az Országos Széchényi Könyvtárban.
- Saád Andor: Die Ergebnisse der Ausgrabungen in der Istállóskőer Höhle im Jahre 1927. Die Eiszeit, 1927. 97–98. old.
- Saád Andor: A Bükk-hegységben végzett újabb kutatások eredményei. Archaeologiai Értesítő, 1929. (43. köt.) 238–247. old.
- Simán Katalin: A modern ember kialakulása és kultúrája. In: Visy Zsolt főszerk.: Magyar régészet az ezredfordulón. Budapest, 2003. 81–85. old.